# Bản Hon
Bản Hon là một xã thuộc huyện Tam Đường, tỉnh Lai Châu, Việt Nam.
Xã Bản Hon có diện tích 53,99 km², dân số năm 1999 là 1814 người, mật độ dân số đạt 34 người/km².

## Vị trí địa lý
Bản Hon là xã nông nghiệp nằm ở phía Tây Nam huyện Tam Đường, có tổng diện tích đất tự nhiên là 5.443,06 ha. Dân số 2.471 người, gồm 5 dân tộc là: Kinh, Thái, H'Mông, Lự... mật độ dân số 45 người/km2. Vị trí địa lý:
- Phía Bắc giáp xã Hồ Thầu huyện Tam Đường.
- Phía Nam giáp với xã Khun Há huyện Tam Đường.
- Phía Tây giáp với xã Bản Giang huyện Tam Đường và huyện Sìn Hồ.
- Phía Đông giáp với xã Bình Lư huyện Tam Đường

## Địa hình
- Xã Bản Hon có địa hình đa dạng với nhiều đồi núi và thung lũng. Địa hình có độ dốc nghiêng tập trung ở các khu vực gần khu dân cư.

## Điều kiện tự nhiên
- Bản Hon nằm trong khu vực nhiệt đới gió mùa. Khí hậu phân chia 2 mùa rõ rệt mùa mưa bắt đầu từ tháng 4 kết thúc vào tháng 9, mùa khô bắt đầu từ tháng 10 và kết thúc vào tháng 3 năm sau.
- Nhiệt độ trung bình năm khoảng 22 độ C, nhiệt độ cao nhất trong năm là 35 độ C và nhiệt độ thấp nhất là dưới 6 độ C.
- Khí hậu: Chịu ảnh hưởng biến đổi khí hậu toàn cầu thời tiết phức tạp, liên tục xảy ra các đợi rét đậm. Bản Hon cũng giống như các xã thuộc vùng núi phía Bắc thường xuyên xảy ra sương mù và sương muối.

## Tài nguyên thiên nhiên
- Tài nguyên đất: Xã có tổng diện tích đất tự nhiên là 5.443,06 ha (chiếm 7,91% tổng diện tích đất của huyện Tam Đường). Trong đó nhóm đất nông nghiệp 4.322,12,61 ha (chiếm 79,41%), nhóm đất phi nông nghiệp 162,57 ha (chiếm 2,99%) và đất nhóm đất chưa sử dụng 958,37 ha (chiếm 17,61%) tổng diện tích tự nhiên của xã. Xã có các loại đất chủ yếu sau:
+ Đất mùn nâu đỏ, nâu vàng phát triển trên núi cao
+ Đất đỏ vàng phát triển trên núi thấp, cấu tạo bởi đá Granit
+ Các khu vực có đất hiếm phân bố chủ yếu tại các bản Đông Pao I, bản Đông Pao II, bản Thẳm, bản Bãi Trâu, bản Nà Khum.
- Tài nguyên nước: Nguồn nước mặt chủ yếu là nước ở các khe suối và các mó nước. Có hai con suối khá lớn chảy qua xã là suối Nậm Hon chảy từ bản Hoa Dì Hồ xuống Bản Hon và suối Nậm Mu chảy từ xã Bản Giang sang địa bàn xã Bản Hon. Tuy nhiên do địa bàn có hiện tượng Caster, khả năng giữ nước kém cho nên lượng nước cung cấp cho sản xuất nông nghiệp bị hạn chế.
- Tài nguyên rừng: Theo số liệu năm 2011 xã Bản Hon có tổng diện tích đất lâm nghiệp là 3.616,6 ha chiếm 66,44% diện tích đất tự nhiên. Trong đó, đất rừng sản xuất là 2.447,6 ha, đất rừng phòng hộ là 1.169 ha. Độ che phủ rừng của xã Bản Hon là 66%.

## Tài nguyên khoáng sản
- Xã có một số mỏ đất hiếm có diện tích lớn, phân bố tại: Đông Pao I, Đông Pao II, Bản Thẳm, Bãi Trâu, Nà Khum, hiện tại chưa được khai thác, chưa có quy hoạch vùng khai thác và các cơ sở chế biến sản xuất.
- Xã có mỏ đá (đen) hiện đang được khai thác với quy mô lớn, với diện tích khoảng 15 - 20 ha. Tập trung chủ yếu ở Bản Thẳm.

## Tiềm năng phát triển
- Về đất đai: Diện tích đất nông nghiệp lớn có điều kiện và tiềm năng  phát triển nông lâm nghiệp theo hướng chuyên canh hàng hóa.
- Về nguồn nước: Xã có hệ thống khe suối có trữ lượng nước khá dồi dào, cùng với hệ thống thủy lợi đã được đầu tư là tiềm năng để phát triển nông nghiệp và phục vụ sinh hoạt của người dân trên địa bàn xã.
- Về phát triển công nghiệp và tiểu thủ công nghiệp: Xã có tiềm năng về khai thác vật liệu xây dựng (đá, cát), khai thác khoáng sản (đất hiếm), khu CN Pu Sam Cáp và các làng nghề tiểu thủ công nghiệp...
- Về du lịch: Xã nằm trên "vành đai du lịch Tây Bắc", có tiềm năng lớn về du lịch văn hóa, sinh thái và phát triển các mặt hàng truyền thống.
- Về nguồn lao động: xã có nguồn lao động dồi dào, chất lượng nguồn lao động cơ bản tốt, người dân chăm chỉ, sáng tạo trong lao động sản xuất.
http://tamduong.laichau.gov.vn/he-thong-to-chuc/xa-thi-tran/Xa-Ban-Hon-2.html

## Văn hoá dân tộc Lự
- Theo số liệu 2019, người dân tộc Lự chiếm 1,49% dân số toàn tỉnh Lai Châu, phân bố tập trung ở 2 huyện Sìn Hồ với 764 hộ, 3.768 nhân khẩu và huyện Tam Đường với 614 hộ, 2.965 nhân khẩu (chủ yếu ở xã Bản Hon chiếm tới 90% dân số xã). Ngoài ra người Lự còn sống xen kẽ với người Thái, Khơ Mú ở huyện Than Uyên. Người Lự ở Lai Châu là người Lự Đen (để phân biệt với người Lự Trắng sinh sống ở Trung Quốc) và còn được gọi bằng tên khác như Lừ, Thay, Phù Lừ, Nhuồn, Duồn.. Ngôn ngữ thuộc nhóm Tày - Thái (ngữ hệ Thái - Ka Đai).
- Nhà ở truyền thống của người Lự là nhà sàn có 1 cầu thang lên xuống và có 2 bếp (1 để nấu ăn và 1 để đun nước tiếp khách). Nhà luôn có hai mái, mái phía sau ngắn, mái phía trước kéo dài xuống che hàng hiên và cầu thang. Cửa ra vào chủ yếu mở hướng Bắc. Gầm sàn sạch sẽ, thường dùng để trữ củi khô, khung cửi và các đồ dùng khác. Trong nhà sàn của người Lự thường dành 1 gian giữa để thờ cúng và con dâu không được vào gian này.
- Phụ nữ người Lự ăn mặc đẹp và cầu kỳ. Bộ trang phục truyền thống gồm khăn đội, áo váy, thắt lưng, túi thổ cẩm và trang sức đi kèm. Người Lự coi trọng nghề dệt thổ cẩm truyền thống và lấy đó làm thước đo tiêu chuẩn đánh giá sự khéo léo của người phụ nữ, vì vậy đa số phụ nữ Lự đều giỏi dệt vải, thêu thùa, may vá... Hiện người Lự ở Bản Hon vẫn tự dệt và mặc trang phục truyền thống và hầu hết các hộ gia đình đều có khung dệt vải, các dụng cụ chế biến sợi như xe quay sợi, giàn phơi sợi. Nguyên liệu dệt chủ yếu là bông vải trồng ngay trên nương còn chàm nhuộm vải được khai thác trên rừng.
- Một phong tục truyền thống đặc biệt của phụ nữ dân tộc Lự là nhuộm răng đen. Tuy nhiên phong tục này cũng bị mai một đi nhiều bởi ảnh hưởng của cuộc sống hiện đại, nhất là đối với thế hệ trẻ.
- Lễ hội tiêu biểu nhất của dân tộc Lự là Lễ Căm Mường (Lễ cúng rừng), được tổ chức vào khoảng thời gian từ mùng 3 tháng Ba Âm lịch.
- Đầu năm 2013, Bản Hon được UBND tỉnh Lai Châu quyết định là một trong sáu điểm du lịch văn hóa cộng đồng đưa vào khai thác, bao gồm: Bản Gia Khâu (xã Nậm Loỏng - TX Lai Châu - Bảo tồn văn hóa dân tộc H'Mông), Bản Vàng Pheo (xã Mường So - huyện Phong Thổ - Bảo tồn văn hóa dân tộc Thái), Nà Luồng (xã Nà Tăm - huyện Tam Đường - Bảo tồn văn hóa dân tộc Lào), Bản Hon (xã Bản Hon - huyện Tam Đường - Bảo tồn văn hóa dân tộc Lự), Điểm du lịch thị trấn Sìn Hồ (huyện Sìn Hồ - Bảo tồn văn hoá dân tộc Dao), Điểm du lịch Động Tiên Sơn (thị trấn Bình Lư - huyện Tam Đường).